# Vitorlázó repülőgép

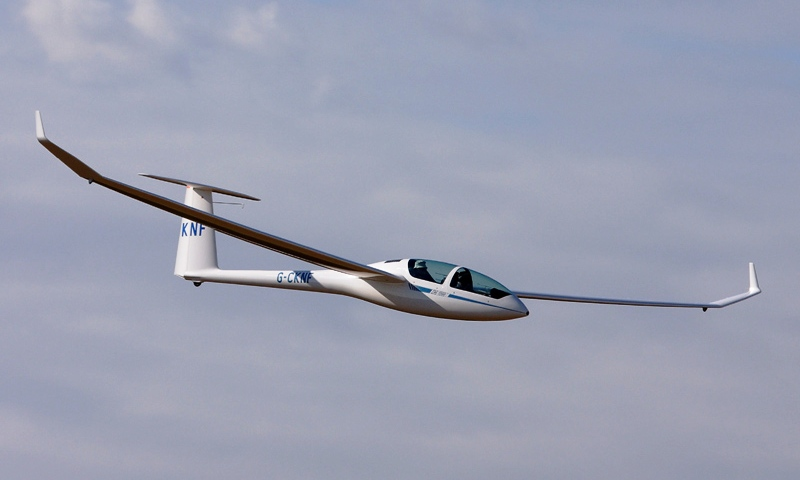
DG–1000 vitorlázó repülőgép

A vitorlázó repülőgép a levegőnél nehezebb, hajtómű nélküli, merevszárnyú repülőgép.

## A vitorlázógépek működése

### Jellemzői

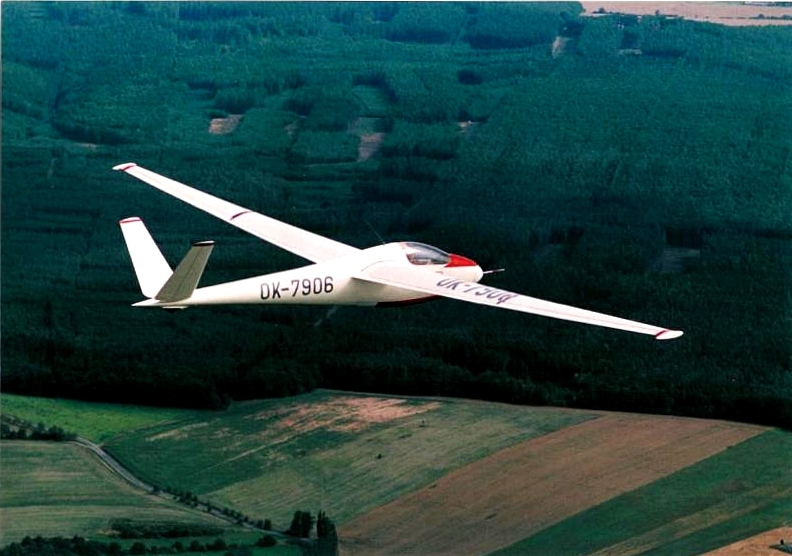
Antonov A–15

A vitorlázó repülőgépeket siklórepülésre tervezik. Tervezésük lehetővé teszi a légköri áramlatok (pl. termik) kihasználását, amelyek segítségével emelkedni is tudnak.
A tervezésnél a fő szempont a légellenállás minimalizálása. A vitorlázógépek törzse ezért sima és keskeny, szárnyaik vékonyak, hosszúak és nagy oldalviszonyúak. A korai gépek anyaga fa és vászon volt, a mai modern vitorlázórepülők szénszálas anyagokból és műanyagból készülnek.
A technika fejlődése leginkább a gépek siklószámán mérhető, amely a kezdeti 20-ról mára 60-ra emelkedett. (A siklószám az a kilométerben értendő szám, ameddig a vitorlázó repülőgép 1 km magasból egyenes siklással, optimális sebességgel, nyugodt időben eljut, tehát egy 20-as siklószámú gép 1 km magasból 20 km-re siklik el. Az optimálisnál kisebb vagy nagyobb sebességgel repülve a siklószám csökken.)

### Felszállás

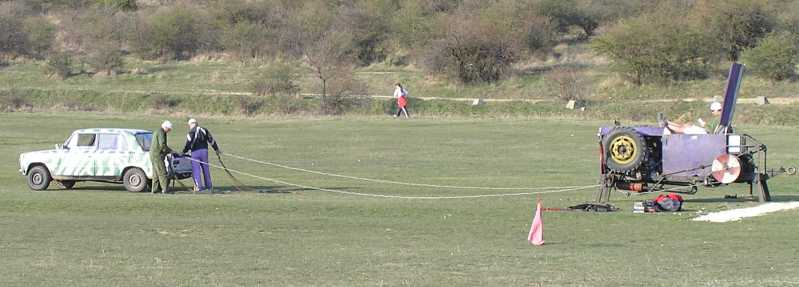
Motoros csörlő a Hármashatárhegyi repülőtéren

Mivel a vitorlázó repülőgépnek nincs hajtóműve, vontatást kell igénybe vennie a felszálláshoz. Azaz a szárny olyan mértékű megfúvását kell elérni, amellyel a félszárnyakon a felszálláshoz szükséges dinamikus felhajtóerő termelődik. Ez lehet csörlős vontatás (a „csőrlés”), amikor a gépet egy földi motoros csörlő kábelének segítségével húzzák fel a levegőbe, vagy légi vontatás, amikor a gépet egy motoros repülőgépre erősített kábellel vontatják fel. Megfelelő magasság elérésekor a vitorlázógép pilótája a kábel kioldásával kezdi meg a szabad repülést.

### Siklórepülés

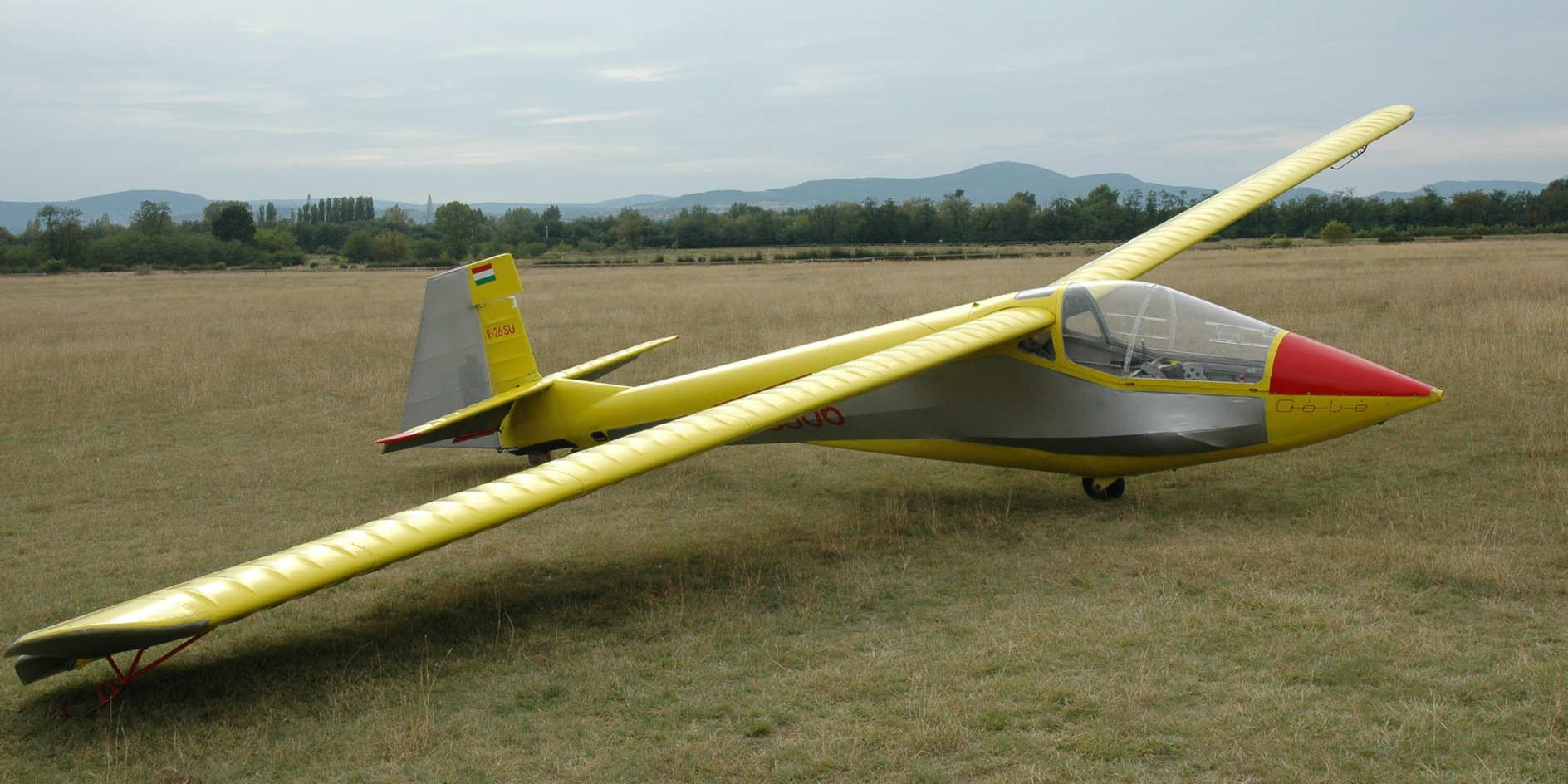
Rubik R-26SU Góbé

Vitorlázórepülővel többféleképpen is lehet emelkedni, de mindegyik módszer lényege az, hogy egy olyan légtömeg segítségét veszi igénybe, amely a környező levegőnél gyorsabban emelkedik. Az emelkedő légtömeg lehet termik, lejtőszél vagy hullám.  Létezik egy kevésbé ismert, s korlátozottan hasznosítható negyedik módszer is a repülés időbeni nyújtására, melyet angol nevén dynamic soaring-ként, vagy „dinamikus vitorlázásként” ismerünk, azonban itt nem beszélhetünk függőleges légmozgásról.
Repüléskor a pilóták a variométer nevű műszert használják, amely a gép emelkedési / süllyedési sebességét méri.

### Segédmotor
Egyes vitorlázógépek segédmotorral és (esetenként visszahúzható) légcsavarral is fel vannak szerelve, így önálló felszállásra is képesek. Egyes vélemények szerint ezáltal a sport biztonságosabb, mivel a pilóta könnyebben elkerülheti a viharokat, és jobban megválaszthatja a leszállás helyét. Mások szerint a segédmotorral elvész a sport lényege, és a pilótának hamis biztonságérzetet adhat.

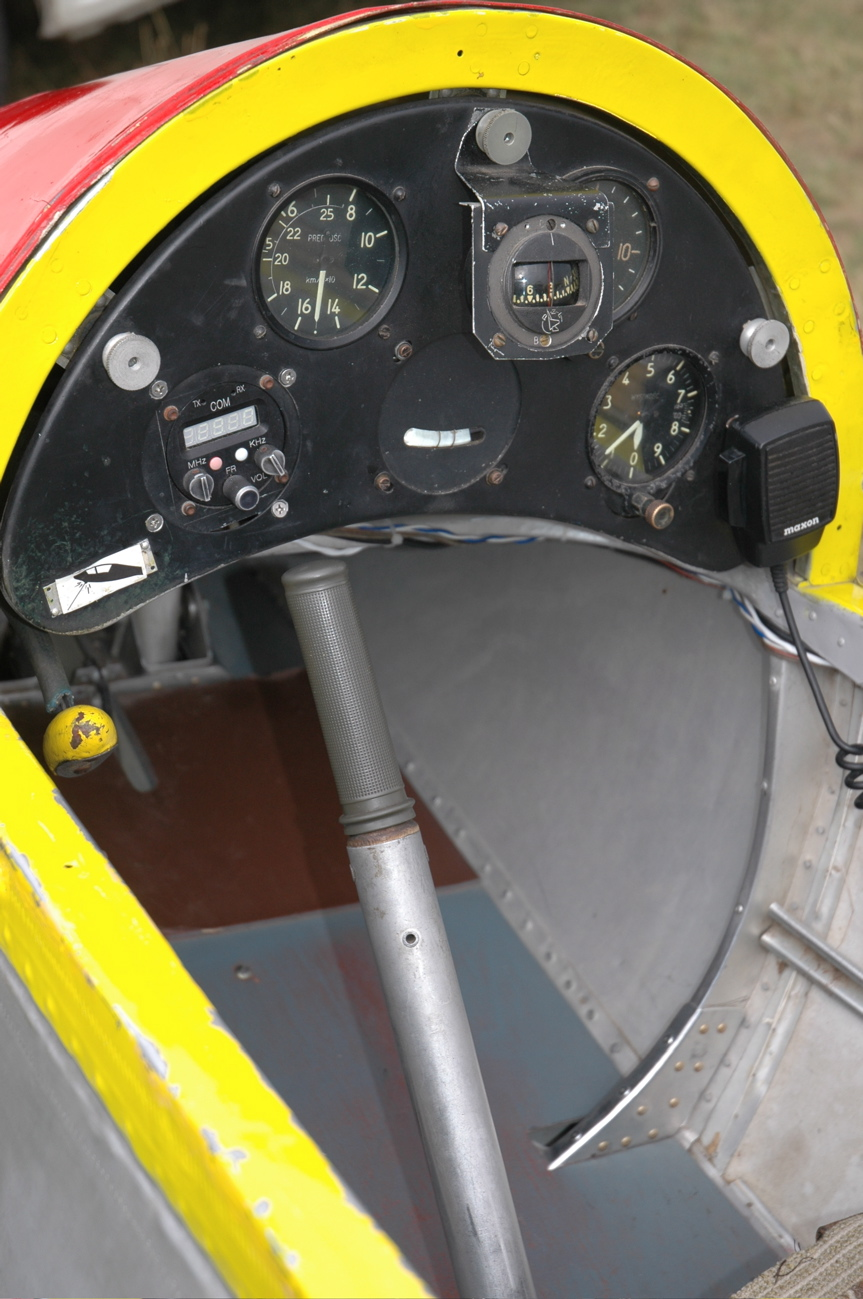
R-26SU Góbé pilótafülkéjének elülső része a műszerfallal és a botkormánnyal

## Hasonló repülőeszközök
Vitorlázórepülésre alkalmas sporteszköz még a sárkányrepülő (amely egy teljesen lecsupaszított repülő szárny) és a siklóernyő (amely az ejtőernyőből kifejlesztett, siklórepülésre alkalmas eszköz).
Az amerikai űrrepülőgép szintén egyfajta siklórepülőnek tekinthető (még ha nem is sporteszköz), mivel a Földre való visszatérést hajtóművek nélküli lesiklással teszi meg.
A második világháborúban katonai célokra is alkalmaztak vitorlázógépeket, az ejtőernyőhöz hasonlóan légiszállítású csapatok célba juttatására. Ezek az egyszer használatos repülőeszközök csak lesiklásra voltak alkalmasak. A leggyakrabban használt német típus a DFS 230, Nagy-Britanniában az Airspeed Horsák és a General Aircraft Hamilcarok különféle típusváltozatai, az USA által pedig a Waco CG–4.

### Modellezés
- Jánosy István: A vitorlázó repülőgépmodel építése; Ezermester, Bp., 1934 (Az ezermester könyvei)
- Jánosy István: A vitorlázó repülőgépmodel / termikus és lejtőmenti vitorlázásra / 1400 mm fesztávolság; Ezermester, Bp., 1935 (Az ezermester könyvei)